# Nimrod (hajó)
A Nimrod egy 1866-ban vízre bocsátott szkúner (az 1907-es átépítést követően barkentin) típusú, gőzgéppel felszerelt, háromárbócos, eredetileg fókavadászat céljára épített vitorláshajó volt, amely később az Ernest Shackleton által szervezett brit antarktiszi expedíció, közkeletű nevén a Nimrod-expedíció (1907-1909) expedíciós hajójaként vált ismertté. A hajó 1919. január 31-én Norfolk partjainál zátonyra futott és elsüllyedt.

## Építése és fókavadász hasznosítása (1865–1907)
A Nimrodot a skóciai Dundee-ben, az Alexander Stephen and Sons Ltd. hajóépítő műhelyben építették 1865 és 1866 között. A hajó – építésekor – 41,6 méter hosszú, 8,2 méter széles és 4,9 méter merülésű, 334 bruttó regisztertonna vízkiszorítású, háromárbócos szkúner típusú, tölgyfából készült vitorlás volt. Később egy Westray, Copeland & Co. gyártmányú, kéthengeres, egykazános, egy hajócsavarral ellátott, 60 lóerős gőzgéppel mint kiegészítő hajtással szerelték fel, amelyet 1889-ben kicseréltek.
Nevét Nimród mezopotámiai királyról, Noé dédunokájáról kapta, akit az Ószövetségben hatalmas vadászként és az erő szimbólumaként ábrázoltak.
A hajót a Job Brothers liverpooli hajózási társaság megrendelésére készítették, amely azt bálna- és fókavadászatra használta. A hajó honi kikötője (lajstromozási kikötője) St. John’s-ban Új-Fundlandon volt.

## A Nimrod átalakítása (1907)

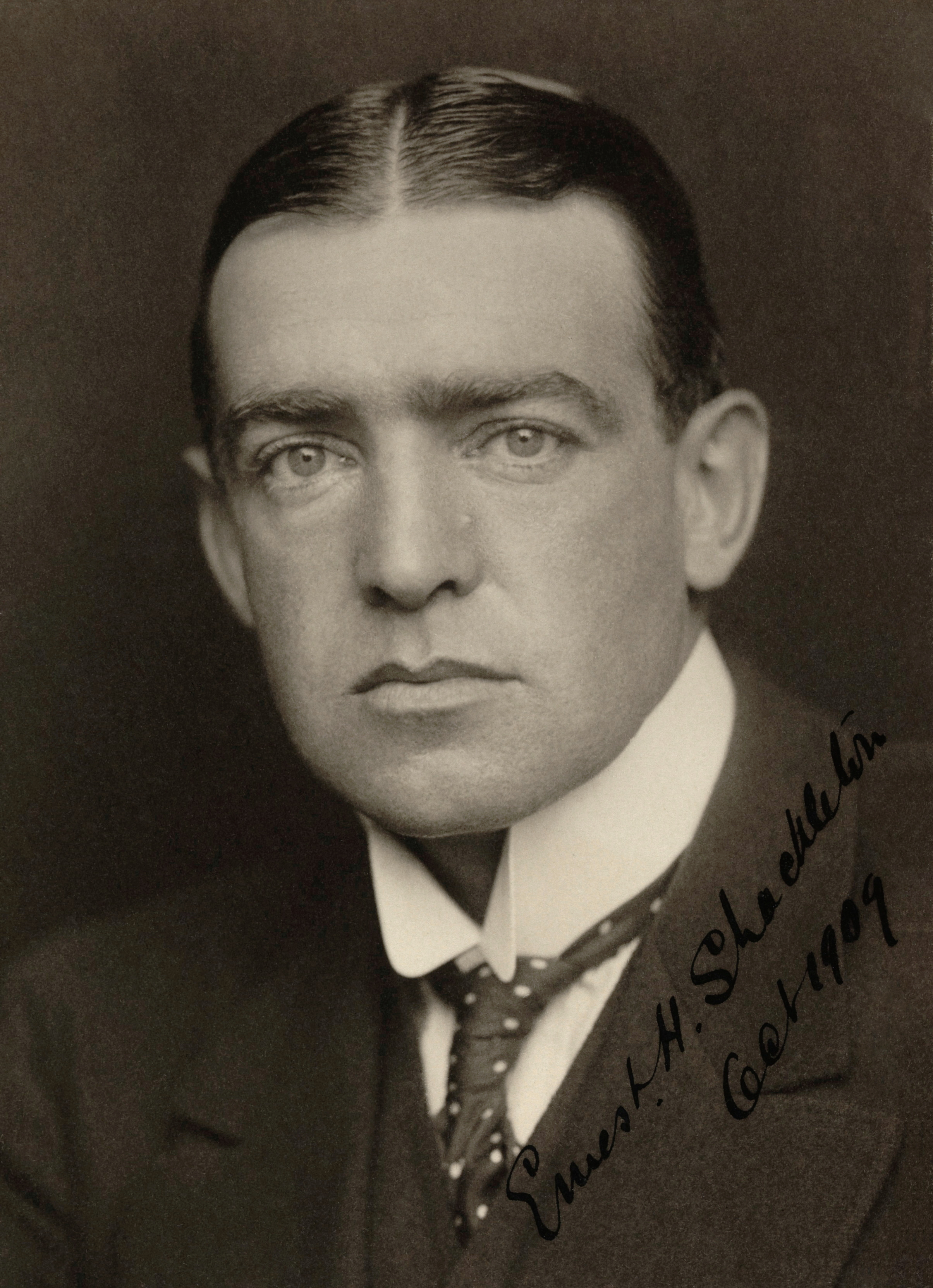
Ernest Shackleton

Ernest Shackleton brit felfedező, Antarktisz-kutató első saját szervezésű kutatóútjához megfelelő expedíciós hajót keresett. 1907-ben Adrien de Gerlache javaslatára Norvégiában tárgyalásokat folytatott a Bjørn (magyarul: medve) nevű, kifejezetten a sarkvidéki hajózásra épített, 500 tonnás hajó megvásárlására vonatkozóan, azonban a 11 000 £ vételárat – az expedíció szűkös anyagi lehetőségei miatt – nem tudta megfizetni.
Ekkor hívták fel a figyelmét az Új-Fundlandon található Nimrodra, amelyről egy ügynök kielégítő vizsgálati jelentést küldött részére. Shackleton a jelentés alapján 5000 £ összegű vételárért 1907 májusában megvásárolta a hajót. Mielőtt személyesen is megtekintette volna, úgy tervezte, hogy a hajót átkereszteli Endurance-ra (magyarul: kitartás), a névvel családja jelmondatára – „By endurance we conquer“ (latinul: „Fortitudine Vincimus”; magyarul: „Kitartással győzni fogunk”) – utalva.
A Nimrod 1907. június 15-én hajózott fel a Temzén Londonba. A 41 éves, viharvert, ütött-kopott hajó fedélzete és árbócai korhadtak voltak, az egész hajótestet kívül-belül ellepte a fókazsír, a vitorlázat alkalmatlan volt Shackleton terveihez, méretei és teljesítménye pedig elmaradt a jelentések alapján várt adatoktól. Shackleton – saját bevallása szerint – jelentős csalódásként élte meg az első, hajóval kapcsolatos tapasztalatait.
Mivel alig néhány hét volt az expedíció tervezett indulásáig és a hajó jelentős felújításra, átalakításra szorult, Shackleton a munkálatok elvégzésével azonnal megbízta a blackwalli R & H Green hajóépítő műhelyt, amely már más sarki expedíciók számára is készített fel hajókat. A felújítás során a teljes hajótestet újraszigetelték, a fedélzetet és a tárolókat megtisztították és az árbócokat és vitorlázatot eltávolították. A hajóra új árbócok és új vitorlázat került, mellyel a korábbi szkúnerből barkentinné alakították a Nimrodot. Az előárbócra szögletes vitorla, míg a fő- és hátsó árbócra ágvitorla került. A hajó tárolórekeszeiben a legénység és a tudományos munkatársak számára kabinok épültek, melyekhez létrákon lehetett lejutni. A hajó új, 60 lóerős gőzgéppel lett ellátva, amellyel nyolc és fél csomó (közel 16 km/h) maximális sebességet lehetett elérni. Shackleton utóbb úgy nyilatkozott, hogy a munkák végeztével egyre büszkébb lett az erős kis hajójára.

## Nimrod-expedíció (1907–1909)

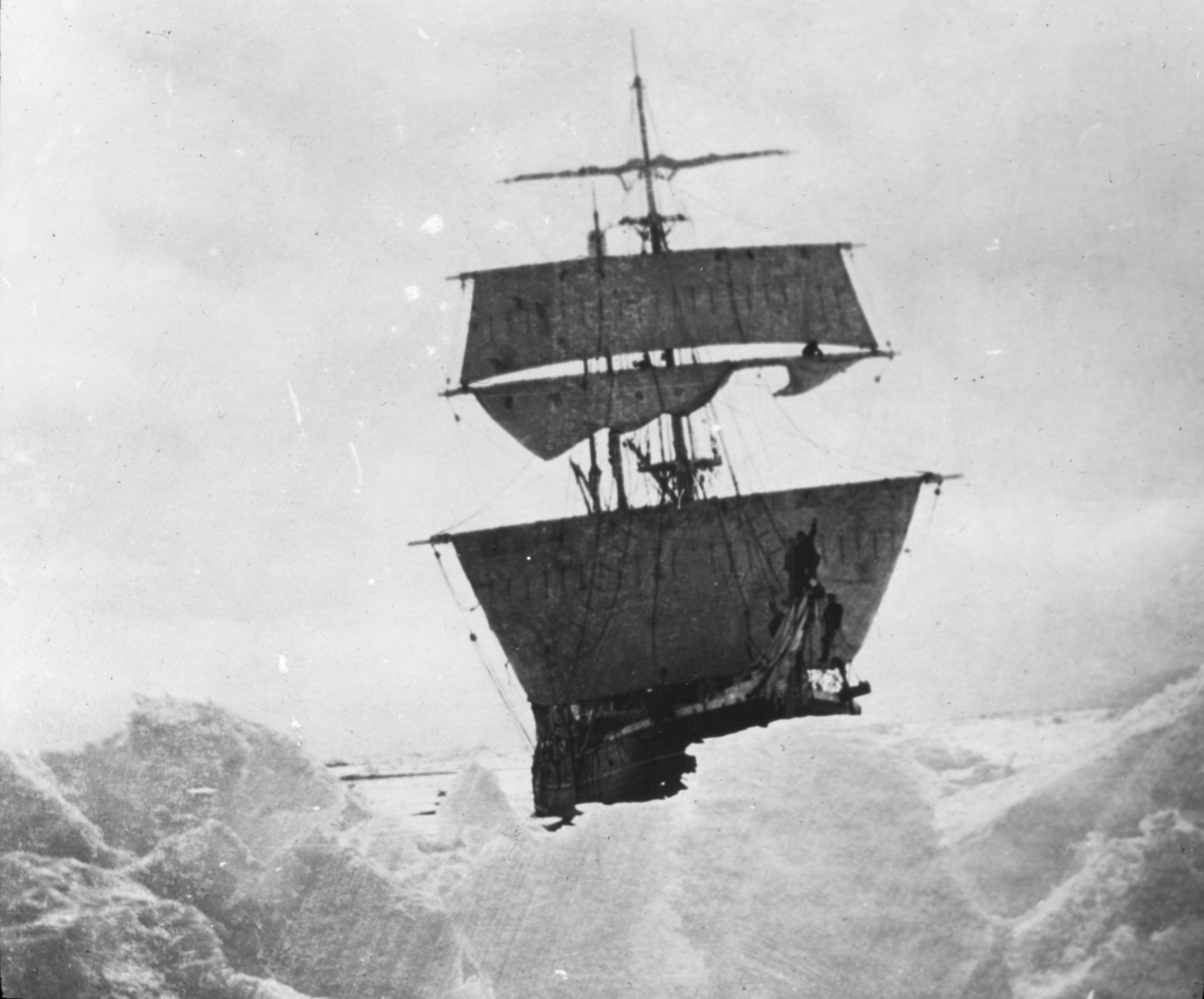
A Nimrod expedíciós hajó az összetorlódott jégtáblák között

Shackleton a Nimrod kapitányává Rupert G. England tartalékos tengerésztisztet nevezte ki, aki a Discovery-expedíció során a Morning segédhajó kapitányaként szolgált. A Nimrod 1907. július 30-án hajózott ki a londoni East India Dock kikötőből, azonban a királyi család kérésére – mely szerint indulás előtt látni kívánják a Nimrodot – kikötöttek a wight-szigeti Cowes kikötőjében. 1907. augusztus 4-én VII. Eduárd király, Alexandra királyné, a Walesi herceg, Victoria hercegnő és a Connaught-i herceg Cowesban megszemlézték a Nimrodot. A királyné egy selyem birodalmi lobogót adott Shackletonnak, a király pedig a Királyi Viktória Rend tagja kitüntetést adományozta neki. Ezt követően a Nimrod a dél-afrikai Fokváros érintésével Új-Zélandra hajózott és 1907. november 23-án megérkezett Lyttelton kikötőjébe.

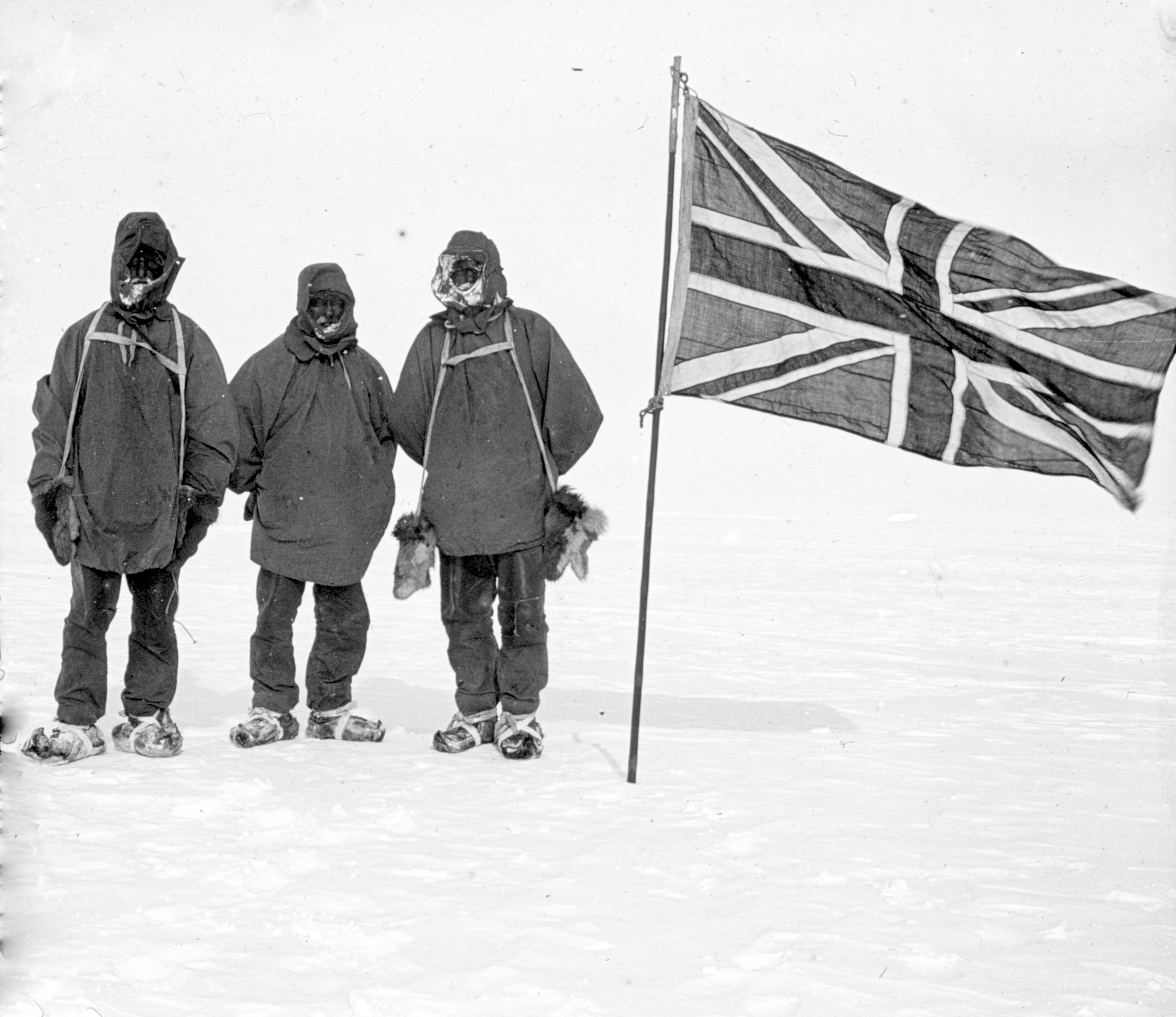
Adams, Wild és Shackleton (balról jobbra) az expedíció által elért legdélebbi ponton, 1909. január 9-én

A Nimrod 1908. január 1-én hagyta el Lyttelton kikötőjét. Annak érdekében, hogy spóroljanak a szénnel, a hajót a Koonya gőzhajó vontatta 2655 km-en (1650 mérföld) keresztül, egészen a déli sarkkörig. Shackletonnak sikerült meggyőznie a Koonya tulajdonosát, a Union Steamship Companyt és az új-zélandi kormányt, hogy ennek költségét vállalják át. Miután január 15-én a Koonya visszafordult, a Nimrod a zajló jégen keresztül tovább haladt az antarktiszi szárazföld felé. Az instabil jégviszonyok miatt sem a Bálna-öbölben, sem a VII. Eduárd-félszigeten nem tudtak partra szállni, így végül – az eredeti tervet módosítva – a McMurdo Soundnál, a Royds-fokon alakították ki az expedíció bázisállomását. A téli szállás körülbelül 39 km-re északra volt a Robert Falcon Scott Discovery-expedícióján, a Hut Pointon kialakított állomáshelytől. A Nimrod a kirakodást követően, 1908. február 22-én visszahajózott Új-Zélandra.
Az expedíció során a parti csapat számos fontos felfedezést és kutatást hajtott végre. Ennek körében 1908. március 10-én Edgeworth David, Douglas Mawson és Alistair Mackay, valamint a segédcsapatot alkotó Eric Marshall, Jameson Adams és Philip Brocklehurst elsőként mászták meg a Mount Erebus vulkán 3794 méter magas csúcskráterét. 1909. január 16-án David, Mawson és Mackay a 72°15' déli szélességnél és a 155°16' keleti hosszúságnál elérték a déli mágneses pólus számított helyét. Eközben Shackleton, Frank Wild, Adams és Marshall kísérletet tettek a földrajzi Déli-sark elérésére. Bár 180 kilométerrel a cél előtt, a rossz időjárási viszonyok, a fogyóban lévő készletek, az elégtelen felszerelés és az egyre növekvő kimerültség miatt vissza kellett fordulniuk, azonban 1909. január 9-én elérték a 88°23′ déli szélességet, mellyel új rekordot állítottak fel. Korábban senki nem jutott ennyire közel a földrajzi Déli-sarkhoz.
A Nimrod eközben Lytteltonban alapos javításon esett keresztül, melynek során felkészítették az újabb sarkvidéki útra. Mivel England kapitány egészségi állapotára figyelemmel lemondott, a hajó parancsnoka F. P. Evans, a Koonya kapitánya lett. A hajó 1909. január 6-án tért vissza a Royds-fokra. Miután sikerült felvenni a déli mágneses pólus elérésére indult ún. nyugati csapatot, és később Shackletonék is nagy megpróbáltatások árán visszajutottak a hajóhoz, a hajó 1909. március 4-én hazafelé vette az irányt.

## Az expedíció utáni évek, a hajó elsüllyedése (1909–1919)
Az expedíciót követően Shackleton egy évig múzeumként üzemeltette a hajót, majd anyagi gondjai miatt 1910-ben kénytelen volt azt eladni. A Nimrodot ezután az északi-tengeri szénkereskedelemben, teherhajóként használták.
A Nimrod 1919. január 29-én egy Blythből Calais-be tervezett út során, szénrakománnyal a fedélzetén, Norfolk partjainál, Caisternél egy viharban zátonyra futott. A gépházat hamarosan elárasztotta a víz, a tat beszakadt, majd a hajót teljesen ellepte a víz. A caisteri mentőállomásról látták a hajó vészjelzéseit, azonban a vihar miatt nem tudták a mentést megkezdeni. A tizenkétfős legénység végül mentőcsónakba szállt, amely azonban felborult, és a legénységből csupán ketten voltak képesek – hatórás küzdelmet követően – partra jutni.